# 校務
校務（こうむ）とは、学校運営に必要なすべての仕事を包括的に示したものであり、内容的に大別して「教育内容の管理」「人的管理」「物的管理」「運営管理」に大別することが出来る。
なお、幼稚園における業務は、法令上、特に園務（えんむ）という（学校教育法第81条第3項・第4項）。

## 概要
校務の内容としては、学校教育に関する事務、教職員の人事管理に関する事務、在学生（幼児・児童・生徒・学生）の管理に関する事務、学校施設・学校設備の保全管理に関する事務、その他の学校運営に関する事務がある。これらの校務は、学校教育法（昭和22年法律第26号）第37条第2項において校長（学校長）・学長・園長がつかさどるとされているが、実際には校長・学長・園長自身が校務のすべての過程を処理するわけではない。校長は、学校管理規則に則り、所属する教職員に校務を分掌させ（校務分掌）、校務の統括者として副校長・教頭を通じて全般的な調整・統合を図ることで学校運営を行う。
校務分掌の組織化にあたっては、その学校の教育目標、教育計画などとの関連により合理的かつ効率的に構成され、担当者の責任を明確にし、理解と協力が得られるようにしなければならないと一般的に考えられている。

## 校長がつかさどる校務
法令上の「校務」のとらえは、学校教育法第37条第4項に、「校長は校務をつかさどり、所属職員を監督する」とあることから、校長の掌るべき学校運営の一切と考えるのが妥当である。したがって、まず第一には、法令に校長の職務として規定されているものが法令上の「校務」である。そのほか、地方教育行政の組織及び運営に関する法律の第23条に関わる教育委員会の業務のなかで、教育長が校長に委任する内容も校務として捉えられる。また、これに基づき教育委員会が、学校に対して補助執行を命じた内容も校務である。この内容については、各教育委員会が学校管理規則として条例化している内容であり、実際の校務はこれを根拠に動くことが多く、校長は法令上の校務を職員に分掌させることについて、教育委員会の補助執行として教育長を代行する形で主任を命課して行う。また、学校の置かれている社会的責任や、職場の長である校長として、或いは教員として当然行わなければならないこと（相談等）も広義においては「校務」と捉えられているのが通例である。また、近年では、保護者や地域住民のニーズが多様化していることから、校務のとらえが多様化、多岐化しており、校務自体の捉えもそれぞれ曖昧になってきており、苦情処理なども危機管理という括りで校務としてとらえられている。
1. 法令上の校務
  - 児童生徒に懲戒を与える、健康診断を行う（学校教育法11条、12条）
  - 入学・卒業認定、学齢簿、出席簿の作成、出席状況及び長欠生徒、課程修了の報告（学校教育法施行令12・19・20・22条）
  - 指導要録および学校教育法施行規則に規定された諸表簿の整備、卒業証書の授与、授業終始時刻の決定（学校教育法施行規則24条など）
  - その他関連する法令に規定された内容＝学校感染症などによる出席停止など（学校保健安全法・学校保健安全法施行令・学校保健安全法施行規則）
2. 教育長より委任されているもの
  - 学校施設の管理等
3. 教育委員会から補助執行を命じられているもの
  - 学校管理規則に規定されている内容（職員の服務管理、校務の分掌および校内人事に関する内容、教育課程編成に関わる内容、休業日の設定など）
4. 学校の社会的責任に関するもの
  - PTA・同窓会などの業務、渉外に関する内容、研修など教職員の資質向上に関すること、部活動や学級会計事務など

### 校務の具体的範囲
- 教育課程に基づく学習指導などの教育活動に関すること
- 学校の施設設備、教材教具に関すること
- 文書作成や人事管理事務、会計事務などの学校の内部事務に関すること
- 教育委員会などの行政機関やPTA、社会教育団体などとの渉外に関すること

学校教育法第37条第2項の規定からいえば、校務は校長が掌るものであるため、校長の職務権限として捉えるのが妥当であり、この4つの事項は校長の「四管理」という言葉で表され、校務の具体事項として一般的に認識されている。また、これを職員に分掌させる権限は地方教育行政の組織及び運営に関する法律第33条などからいえば、教育委員会の所管事項であると考えられる。したがって、校務は管理規則に基づいて校長が分掌させ、組織化する事から「学校管理」とも連動する。この観点からいえば、教育委員会は校長の校務の執行（学校管理）の方法について指示、命令する権限・職責をもっており、法律上原則として学校の組織運営に関わるすべての事項にその管理権が及ぶことになるため、教育委員会と校長の関係が上下関係に立つものである限り、校長の権限行使に関して、教育委員会が細部にわたって、具体的な指揮監督を行うことは法令上可能である。しかし、実際の運用にあたっては近年の傾向として学校に創意工夫をうながし、自律と責任ある経営を求めていることから、学校の自主性を尊重する方向で、学校管理に関する権限を校長に委譲することがよしとされている。そのため、校務を含めた学校の管理権は教育委員会にあり、校長が職務上の独立を保障されているわけではないので、校長の権限（校務）は教育委員会の支配権が及ぶと理解されるものの、たとえば最低でも学校教育法施行規則等に規定される校長の権限などには、教育委員会が特に必要としない限り具体的に指示しないというのが通例である。

### 校務にかかる分掌責任
法令上、校務の一切については「校長がつかさどる」（学校教育法第37条第2項）事になっているため、校務に関わる一切の責任は校長が負うことになる。したがって、管理規則に基づいて行われる職員の校務分掌は、校長に代わって行われているものであり、校務の決裁権は校長にある。さらに法令上ではその管理権が教育委員会にあることから、広義にはその所管する教育長がそれを負うという解釈もできるが、一般的には校務の責任は校長が負うものである。そこで校務の執行にあたり、学校教育法第37条第2項の「所属職員を監督する」の解釈として、校務にあたらせる職員の職務監督と身分上の監督がある（二監督）が、校務の分掌という事項は校長の校務執行において、職員をいかに分掌させ、効果的な校務を遂行するかという課題が生じる。つまり、校務執行にあたりこのことをもって校務そのものの業務責任は、学校現場においては、校長の責任の下に所属職員に校務を分掌させた事により発生する性質のものであるといえる。したがって、学校教育法施行規則第48条の規定では、職員会議は校長の校務執行に資するために校長が主宰するものであるとされており、校務に関わる責任はこの規定上でも校長が負うことになる。それがゆえに、職員会議は議決機関ではなく、校長の校務の分掌を職員が行う際の調整および共通理解を行い、最終的には校長の責任の下に決裁された校務を執行するために設置されるものであると規定できる。したがって、校長の責任の下で分掌業務に当たる職員の調整を図る職員会議そのものには校務に対する責任は発生せず、これに基づく校長の判断に校務そのものの責任が生じる。そのため、分掌にあたった職員の責任は、公務員としての職務責任や職務遂行上の経過責任は生じるものの、教育課程など決定された校務や、結果にたいする責任は問われないとされる。　

## 主な校務
- 総務・庶務
- 学務
- 教務
- 教育相談
  - 進路指導
  - 生徒指導
- 学校図書館・図書
- 視覚聴覚教育（視聴覚教育）
- 情報教育・情報システム
- 実習・実験・実技
- インターンシップ・職業体験活動
- 学校保健・保健体育
- 寮務
- 学校事務
  - 学校施設・学校設備
  - 人事・服務
  - 労務・給与
  - 収入・支出・財産
  - 備品・消耗品
  - 契約